# 能链集团
能链集团又稱能链、能链NewLink，是中華人民共和國一家能源交易企業以及能源产业互联网公司、2016年由戴震創立，旗下品牌有能链团油（主營加油站）、能链快电（主營充电桩）等。公司成立於2016年，此後經歷多輪融資。

## 外部連結
- 官方网站